# Mairerie de Nérac
La Mairerie de Nérac, ancienne mairie de Nérac, est située en France à Nérac, dans le département de Lot-et-Garonne en région Nouvelle-Aquitaine.

## Localisation
La maison est située rue de l'École, à Nérac, dans le département français de Lot-et-Garonne.

## Historique

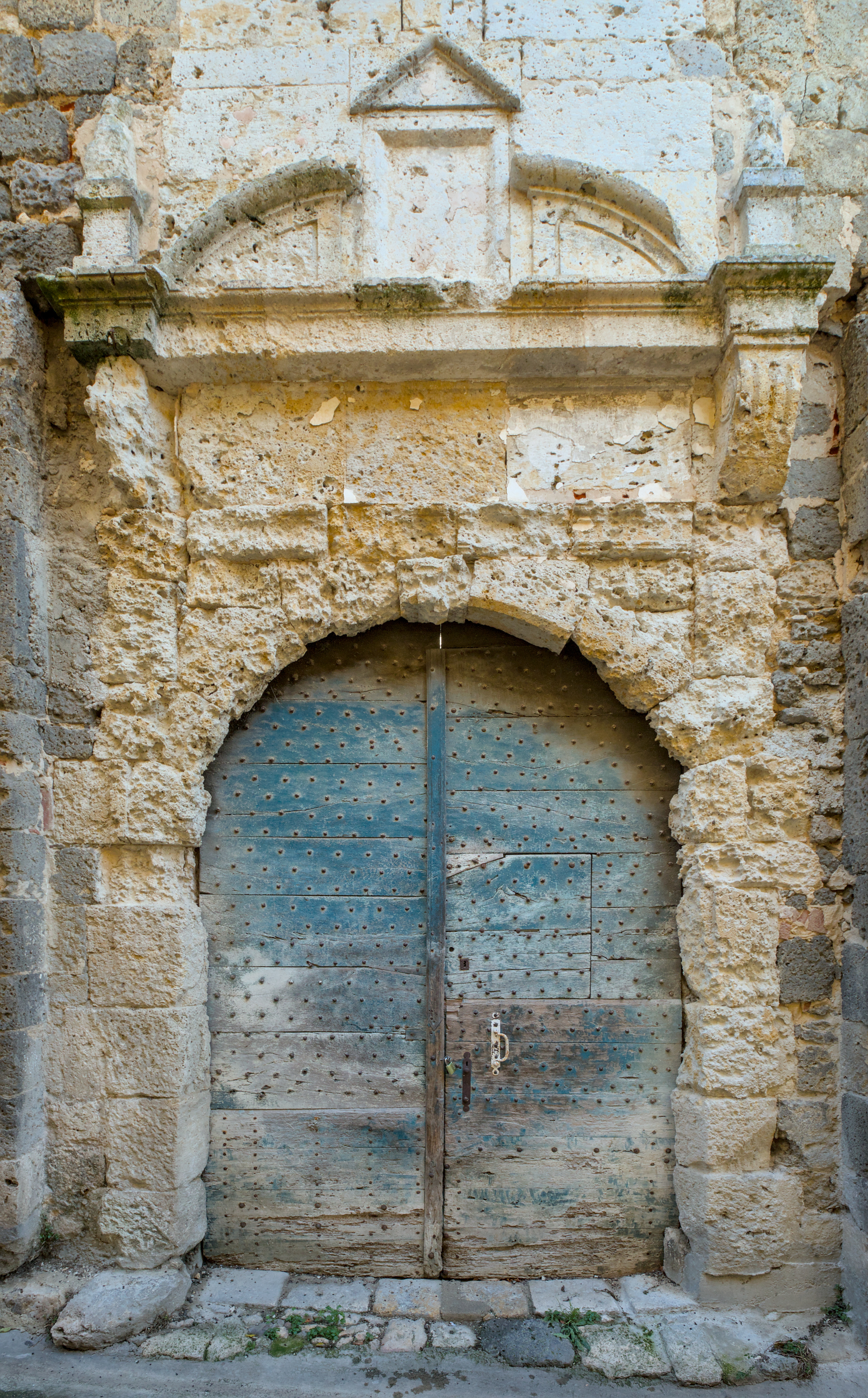
Porte de l'ancienne mairie

L'ancienne mairerie médiévale, datant du XIVe siècle, a été détruite au cours d'un incendie et l'explosion d'une réserve de poudre, le 7 janvier 1611. Il n'en subsiste que le mur nord. Cet incendie a détruit les archives du château de Nérac ainsi que les titres, droits et privilèges de la ville de Nérac.
Le bâtiment est immédiatement reconstruit. Un beffroi et une cloche permettait de sonner l'alarme.
L'ancienne mairie est abandonnée au XVIIIe siècle. Il est vendu en 1809. Il devient alors une écurie.
L'édifice a été racheté par la ville de Nérac qui a restauré la toiture.
L'ancienne mairerie a été inscrite au titre des monuments historiques le 12 septembre 2008.